# الحركة العدمية الروسية

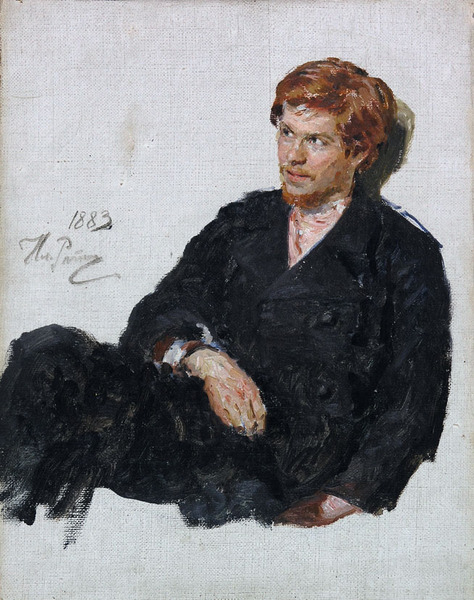

الحركة العدمية الروسية، كانت حركةً ثقافيةً وفلسفيةً ثوريةً في الإمبراطورية الروسية خلال أواخر القرن التاسع عشر وأوائل القرن العشرين، واعتُبرت تمهيدًا للأشكال الفلسفية العدمية الأوسع. استُخدم المُقابل الروسي لكلمة «العدمية» لتوصيف رفض الحركة للمُثل القائمة. انبثقت الحركة -التي لم تكن مسماة بعد- من جيل الشباب الراديكاليين الذين خيّب الإصلاحيون الاجتماعيون آمالهم سابقًا، وانطلقت نتيجةً للانقسام المتزايد بين نخبة المثقفين النبلاء من جهة ونخبة المثقفين غير النبلاء من جهة أخرى.
عرّف اللاسلطوي الروسي بيوتر كروبوتكتين العدمية -بحسب ما جاء في موسوعة بريتانيكا- على أنها «رمز النضال ضد جميع أشكال الاستبداد والنفاق والاصطناعية، ورمز النضال من أجل الحرية الفردية». اعتُبرت العدمية الروسية -من وجهة نظر فلسفية- عدميةً وشكوكيةً، لكنها لم تنطو على إنكار أحادي للأخلاقيات والمعارف كما افُترض خطًا، إذ لم تتبنَ العدمية الروسية الفكر العبثي بالضرورة. اشتملت العدمية الروسية في المقابل على النظريات الحتمية المجردة، والإلحادية، والمادية، والوضعية، والأنانية العقلانية. وبالتالي، سعت العدمية الروسية إلى استيعاب العناصر الأساسية للفكر التنويري الأوروبي وإعادة تأطيرها بما يتناسب مع الوضع الروسي، جنبًا إلى جنب مع رفضها لمتغربي الجيل السابق. دخل العدميون في صراع حتمي مع السلطات الدينية التابعة للكنيسة الأرثوذكسية، والهياكل الأسرية الصارمة السائدة حينها، والأوتوقراطية القيصرية أيضًا.
اقترنت العدمية الروسية بالدرجة الأولى بالنشاطية الثورية على الرغم من عدم انخراط معظم العدميين في السياسة، إذ نظروا إلى السياسة بوصفها وسيلةً اجتماعيةً متقادمةً. اعتقد العدميون الروسيون باستحالة نظم دور إيجابي للسياسة على نحو سليم قبل رفض الظروف الحالية. وفي المقابل، بدأ بعض العدميين في اعتناق مبادئ اجتماعية معينة، لكن بقيت صياغاتهم غامضةً في هذا الصدد. شُوّهت طبيعة العدمية الروسية في جميع أنحاء أوروبا بعد اغتيال القيصر ألكسندر الثاني في عام 1881، إذ وُصفت بأنها إرهاب سياسي وإجرام عنيف.

## تعريفها
استُخدم مصطلح العدمية على نحو خاطئ عند مناقشة الحركة الروسية في الغرب، ولا سيما من حيث علاقة هذا المفهوم بالنشاطية الثورية. انتقد سيرجي ستيببنياك كرافشينسكي الاستخدام الخاطئ لهذا المفهوم من قبل المعلقين الغربيين، موضحًا أن الثوريون قد عرفوا أنفسهم على أنهم اشتراكيون ثوريون أو -بصورة غير رسمية- راديكاليون. اعتقد بعض الأشخاص القاطنين خارج الحدود الروسية خطًا أنه يُمكن تطبيق مفهوم العدمية على كامل البيئة الثورية في البلاد. تنسب موسوعة بريتانيكا أول استخدام لمصطلح العدمية إلى نيكولاي ناديغدين، الذي استخدم هذا المصطلح بشكل مترادف مع مصطلح الشكوكية كما فعل فاسيليج بيرفي وفيساريون بلنسكي من بعده، لكن نسب ناديغدين بدوره الاستخدام الأول لمصطلح العدمية إلى ألكسندر بوشكين. نظر الصحفي المحافظ المعروف ميخائيل كاتكوف إلى العدمية بوصفها تهديدًا اجتماعيًا ثوريًا بسبب إنكارها للمبادئ الأخلاقية. بدأ مصطلح العدمية بالانتشار بعدما أصبح اتهام الأشخاص بأنهم ماديون إهانةً غير كافيةً.
تعود الأصول الفكرية للحركة العدمية إلى عام 1855 على أقل تقدير، أي حين كانت العدمية أساسًا فلسفةً شكوكيةً أخلاقيةً وأبستمولوجيةً. لم يحظ هذا المصطلح بالشعبية حتى عام 1862، بعد أن استخدمه إيفان تورغينيف في روايته الشهيرة الآباء والبنون لتوصيف خيبة أمل التي اختبرها جيل الشباب تجاه كل من التقليديين والإصلاحيين التقدميين من الأجيال السابقة، تزامنًا مع الفترة التي اعتُبرت فيها الشروط التي واجهها الأقنان في ظل إصلاح التحرر لعام 1861 فاشلةً إلى حد كبير. تبنت الحركة اسم الحركة العدمية الروسية بعد فترة وجيزة، إذ تقبّل الناس هذا المصطلح حتى وإن لم يتبنوه، وذلك على الرغم من ردود الأفعال الأولية القاسية ضد الرواية في أوساط كل من المحافظين وجيل الشباب على حد سواء.